# O Gud, du som de världar ser
O Gud, du som de världar ser är en psalm av John Ellerton skriven 1858 och översatt av Anders Frostenson 1978.
Melodin är en tonsättning av Martin Luther från 1539.

## Publicerad som
- Nr 486 i Den svenska psalmboken 1986 under rubriken "Alla själars dag".
- Nr 744 i Svensk psalmbok för den evangelisk-lutherska kyrkan i Finland (1986) under rubriken "Sånger för kyrkliga förrättningar Begravning" med melodi av Valentin Schumann, 1539.